# Parc national des tuyaux d'orgue
Le parc national des tuyaux d'orgue (The Organ Pipes National Park) est un parc national au Victoria en Australie, situé à 23 km au nord-ouest du centre-ville de  Melbourne.
Le parc a été créé en 1972 sur ce qui était les friches d'une ancienne ferme autour du ravin creusé par la Jackson's Creek pour essayer de rétablir une zone de végétation autochtone dans la région, végétation qui avait presque complètement disparu par suite de l'agriculture et du développement urbain. Ce site a été choisi en raison de la présence de plusieurs caractéristiques géologiques intéressantes, comme les « tuyaux d'orgues » eux-mêmes - un modèle vertical de tuyaux-formés par des structures rocheuses dégagées par l'érosion du ruisseau - et une « chaussée pavée », où la roche de surface a été découpée en "pavés". 
C'est une destination touristique populaire par ses caractéristiques rocheuses: tuyaux d'orgues,  chaussée pavée, Rosette Rock, etc. Il y a un centre d'accueil et une aire de pique-nique à côté du parking et de court sentiers de randonnée assez raides mènent vers le bas de la colline à la Jackson's Creek et ses rochers caractéristiques. 
Malheureusement, le parc est situé sur la trajectoire d'envol de l'aéroport de Melbourne et à proximité de la Calder Park Raceway et le bruit est aussi une caractéristique désagréable du parc. Les oiseaux et autres animaux ne semblent pas être affectés par le bruit et une visite  tôt le matin ou au crépuscule sera récompensée par l'observation de Wallabies bicolores et de kangourous géants. 